# Осредке
Осредке (словен. Osredke) је насељено место у општини Дол при Љубљана, Средњесловенска регија, Словенија.

## Историја
До територијалне реорганизације у Словенији биле су у саставу града Љубљане, односно старе општине Мосте-Поље.

## Становништво
У попису становништва из 2011. године, Осредке су имале 67 становника.
| Број становника према пописима | Број становника према пописима | Број становника према пописима |
| ------------------------------ | ------------------------------ | ------------------------------ |
| 1991                           | 2002                           | 2011                           |
| 42                             | 53                             | 67                             |